# Artur Nogueira (ort)
Artur Nogueira är en ort i Brasilien.   Den ligger i kommunen Artur Nogueira och delstaten São Paulo, i den sydöstra delen av landet, 800 km söder om huvudstaden Brasília. Artur Nogueira ligger 647 meter över havet och antalet invånare är 40 403.
Terrängen runt Artur Nogueira är huvudsakligen platt. Artur Nogueira ligger uppe på en höjd. Närmaste större samhälle är Cosmópolis, 8,4 km söder om Artur Nogueira.
Runt Artur Nogueira är det i huvudsak tätbebyggt. Runt Artur Nogueira är det tätbefolkat, med 308 invånare per kvadratkilometer.